# Gyertyánliget
Gyertyánliget (1899-ig Kabola Polyána, ukránul: Кобилецька Поляна [Kobilecka Poljana], oroszul: Кобилецкая Поляна [Kobileckaja Poljana], szlovákul: Poľana Kobilská, románul: Poiana Cobilei) szeliscse Ukrajnában, Kárpátalján, a Rahói járásban.

## Nevének eredete
Mai magyar neve (Gyertyánliget) eredetileg fürdőjének a neve volt.

## Fekvése
A község festői helyen, egy hegyekkel körbevett jelentősen kiszélesedő völgyben terül el a sebes vízű Sopurka folyó mindkét partján. A környező hegyek, dombságok 600–800 m magasak. A község közepén a folyó két ágra szakad, Krajnya-rika (Kis-Sopurka) és Szerednya-rika (Nagy-Sopurka). Ha némelyik folyó völgyét követve tovább haladnánk, akár 1500 méteres hegycsúcsokra is feljuthatunk.
A járási központ, Rahó a községtől  36 km-re helyezkedik el. Megközelítése: Ungvár, Aknaszlatina felől autóúton vagy vasúti útvonalon történhet, de menetrend szerinti autóbuszjárattal is, Nagybocskó középpontjában balra kell letérni, ahonnan 12 km-re van a község. Tábla mutatja az irányt. Az út jó állapotú. A Nagybocskóról Gyertyánligetre vezető keskeny nyomtávú vasúti pálya nyomai mára már teljesen eltűntek a felszínről.

## Története
A település a 16. században tűnik fel. A korábban főleg erdőműveléssel foglalkozó községben Mária Terézia jóvoltából vasgyárat építettek 1774-ben, mely a 19. században szerkovács, szeg- és öntőműhellyel bővült. E vasgyári telepen 1786-ban állítottak fel plébániát római katolikus hívek számára. 1964 óta a szovjet érában a helyi ipar fokozatosan átalakult, így a vasgyár szerelvénygyárként üzemelt tovább. Fejlődött a fafeldolgozó ipar, az itteni faipari műhelyekben több száz foglalkoztatott volt. A helyi mezőgazdasági nagyüzem állattartásra szakosodott, a környék gazdái jelentős juhállománnyal rendelkeznek. A múlt század kilencvenes éveiben jelentkező gazdasági válság következtében itt is sok munkahely szűnt meg.
Nagybocskóról erdei vasút vezetett ide, ami a gyár életében fontos szerepet töltött be, a nyersanyag szállításában, de az erdőgazdálkodásban is. A falu 19. század elején savanyúvízforrásairól és szintén a 19. században alapított fürdőjéről nevezetes volt. 1849-ben 854, 1910-ben 1832 lakosa volt. 1921-ben  1116 ruszin, 274 magyar, 62 zsidó, 37 német és 12 cseh lakosa volt a falunak. A trianoni békeszerződésig Máramaros vármegye Tiszavölgyi járásához tartozott. Ma 3391 lakosából mintegy 700 (20%) magyar nemzetiségű.
Gyertyánliget középiskolával, óvodával rendelkezik. Klub, könyvtár, orvosi rendelő, posta szintén az itteniek rendelkezésére áll. A községben több mint tíz vegyesbolt található, némelyikük kávézóként is üzemel. Tovább épül, szépül a település központja. A most épülő házak között van néhány olyan is, amelyik elkészülte után motelként, mini szállodaként üzemel majd. A közel 200 turista egyidejű elszállásolására alkalmas Trembita turistatelep a településtől 2 km-re, a tengerszint feletti 653 m magasságban egy fenyőerdőben fekszik. Itt több gyógyforrás is található. Maguk a kárpátaljaiak közül az alföldön uralkodó nyári hőségtől egyre többen húzódnak ide megpihenni, de az ország más pontjairól is érkeznek, például Kijevből vagy akár Moszkvából is. Itt töltik el a júliusi-augusztusi kánikulát, ahol friss a levegő, és ahol meg lehet mártózni a Sopurka folyó tiszta vizében. Számos gyertyánligeti család rendezkedett be falusi vendéglátásra. Az itt nyaralók erdei túrákon vesznek részt, gombázni, málnát és áfonyát szedni járnak a közeli erdőbe, hegyekbe. A még ide tartozó szolgáltatás egy étkezde, nyársaló, saslik sütéshez faház, szauna, edzőterem, gyerekek számára kialakított játszótér. A téli időkben a községtől 6 km-re, 800 m magasságban elhelyezkedő, síelésre alkalmat adó terület található, mely egy 20 fős vendéglátó komplexummal rendelkezik.

## Nevezetességek
- Görögkatolikus fatemploma 18. században épült, hosszhajós elrendezésű, paticsfalú épület. Bejárata előtt húzódik mellvédfalas nyitott tornáca. A templom 1989-ben leégett.
- Római katolikus temploma 1824 körül épült, neogótikus stílusban. A krónikák tanúsága szerint a helyi római katolikus egyházközség 1785–86-ban alakult. Kezdetben egy kincstári ház szolgált templomul, s a hívek többnyire németek és tótok voltak. Ettől az időtől kezdve vezetik anyakönyvét. 1824 körül épült fel a mostani, neogótikus elemeket magán viselő templom, amit 1985-ben tataroztak. A római katolikus templomban rendszeresen tartanak magyar nyelvű misét, a hívek száma megközelíti a 600-at. Műemlék értékű orgonája – Dangl Antal és fia munkája – 1886-ban került ide a gödöllői várkápolnából. Titulusa: Boldogságos Szűz Mária Mennybevitele templom, plébánia.
- Ortodox temploma a községben 16. századtól jelen volt, amit az 1990-es években lebontottak, és helyette egy új, több férőhellyel rendelkezőt építettek.
- Trembita turistatelep a településtől 2 km-re, a tengerszint feletti 653 m magasságban egy fenyőerdőben fekszik. Itt több gyógyforrás is található.

## Neves személyek
- Itt született 1895-ben Zsegora Ödön vasutas, távírász, kárpátaljai magyar nemzetiségi politikus, budapesti parlamenti képviselő († 1946 körül vagy az után)
- Itt született 1927. szeptember 27-én David Weiss Halivni(wd) izraeli-amerikai rabbi, Talmud-kutató († 2022)